# Хлебино
Хле́бино — село в Теньгушевском районе Республики Мордовия. Входит в Барашевское сельское поселение.

## Название
Связано с занятием жителей хлебопашеством.

## География
Расположено в 18 км от районного центра села Теньгушево и 70 км от железнодорожной станции Потьма.

## История
Хлебино основано в начале XIX века выходцами из села Теньгушево. Название села связано с занятием жителей хлебопашеством. В некоторых старых списках село упоминается под названием Хлебенное.
По «Спискам населённых мест Тамбовской губернии» (1866), Хлебино (Хлебенное) — деревня казённая из 12 дворов (72 чел.) Темниковского уезда.
В 1909 г. была открыта земская школа (учитель — К. В. Сафонов).
В 1930 г. в Хлебине — 97 дворов (564 чел.).
В 1931 г. был организован колхоз «Пролетарий» № 2, с 1950 г. — «Пролетарий», с 1951 г. — им. Маленкова, с 1957 г. — «Искра», с 1975 г. — отделение откормочного совхоза «Теньгушевский», с 1987 г. — совхоз «Хлебинский», с 1992 г. — СХП «Хлебинское», с 1997 г. — К(Ф)Х.
До 2014 года было административным центром Хлебинского сельского поселения, в состав которого входят также деревни Белорамино, Ивановка и Клемещей.
В 2014 году Хлебинское сельское поселение включено в состав Барашевского сельского поселения.

## Население
| 1866 | 1930 | 2002 | 2010 |
| ---- | ---- | ---- | ---- |
| 72   | ↗564 | ↘225 | ↗228 |

## Инфраструктура
Основная школа, библиотека, клуб, медпункт, отделение связи.

## Памятники
Обелиск воинам, погибшим в годы Великой Отечественной войны.

## Люди, связанные с селом
Уроженцы села — кандидат экономических наук Ю. И. Аладышев, заслуженный работник культуры Республики Мордовия Т. В. Елисеева.

## Источник
- Энциклопедия Мордовия, И. П. Ениватов, В. Н. Шитов.